# ナズ・アイデミル
ナズ・アイデミル（Naz Aydemir Akyol、女性、1990年8月14日 - ）は、トルコのバレーボール選手。トルコ代表。

## 来歴
2005年からエジザージュバシュ女子バレーボールチームのシニアチームでプレイし、2005-06年、2006-07年のトルコリーグで優勝を経験した。トルコ代表でも次世代を担う大型セッターである。2006年に代表へ初選出され、2008年のワールドグランプリで国際大会デビューを果たした。2010年世界選手権では6位入賞を果たし、ロンドン五輪に出場した。
2011-2012シーズン強豪クラブの フェネルバフチェ で、欧州チャンピオンズリーグを制覇。自身もベストセッターを受賞。
2012-2013シーズンからワクフバンク・テュルクテレコムに移籍して、木村沙織とチームメイトであった。

## 球歴
- オリンピック - 2012年
- 世界選手権 - 2010年、2014年
- ワールドグランプリ - 2008年、2012年、2013年、2014年、2015年
- ヨーロッパ選手権 - 2009年、2013年

## 受賞歴
- 2012年 2011/12欧州チャンピオンズリーグ ベストセッター賞
- 2013年 2012/13欧州チャンピオンズリーグ ベストセッター賞
- 2017年 2016/17欧州チャンピオンズリーグ ベストセッター賞

## 所属クラブ
- エジザージュバシュ（2005-2009年）
- フェネルバフチェ（2009-2012年）
- ワクフバンクSK（2012-2018年）
- フェネルバフチェ（2019-2022年）
- トゥルク・ハヴァ・ヨラーリ（2022-2023年）
- エジザージュバシュ（2023-）